# Rhytidoponera purpurea
Rhytidoponera purpurea is een mierensoort uit de onderfamilie van de Ectatomminae. De wetenschappelijke naam van de soort is voor het eerst geldig gepubliceerd in 1887 door Emery.